# 산코선
산코선(일본어: 三江線)은 일본 시마네현 고쓰시의 고쓰역부터 히로시마현 미요시시의 미요시역을 운행하였던 서일본 여객철도의 철도 노선(지방 교통선)이었다. 2018년 4월 1일 수요 감소로 인하여 폐선 되었다.

## 노선 정보
- 관할 (사업 종별) : 서일본 여객철도 (제 1 종 철도사업자)
- 구간 (영업 거리) : 고쓰역 - 미요시역 간 108.1km
- 궤간 : 1067mm
- 역 수 : 35 (기종점역 포함)
  - 산코 선 소속역으로 한정된 경우, 산인 본선 소속의 고쓰역과 게이비 선의 미요시역이 제외되어, 33개 역이 된다.
- 폐색 방식 :
  - 고쓰역 - 하마하라역 간 : 특수 자동 폐색식 (궤도 회로 검지식)
  - 하마하라역 - 미요시역 간 : 특수 자동 폐색식
- 최고 속도 :
  - 고쓰역 - 하마하라역 간 65km/h
  - 하마하라역 - 구치바역 간 85km/h
  - 구치바역 - 미요시역 간 65km/h
- 지령소 : 고쓰 CTC 센터

## 역 목록
| 역명           | 일어 역명 | 역간 거리 | 영업 거리 | 접속 노선                             | 소재지      | 소재지       | 소재지       |
| -------------- | --------- | --------- | --------- | ------------------------------------- | ----------- | ------------ | ------------ |
| 고쓰           | 江津      | -         | 0.0       | 서일본 여객철도 산인 본선             | 시마네현    | 고쓰시       | 고쓰시       |
| 고쓰혼마치     | 江津本町  | 1.1       | 1.1       |                                       | 시마네현    | 고쓰시       | 고쓰시       |
| 지가네         | 千金      | 2.3       | 3.4       |                                       | 시마네현    | 고쓰시       | 고쓰시       |
| 가와히라       | 川平      | 3.6       | 7.0       |                                       | 시마네현    | 고쓰시       | 고쓰시       |
| 가와도         | 川戸      | 6.9       | 13.9      |                                       | 시마네현    | 고쓰시       | 고쓰시       |
| 다즈           | 田津      | 5.4       | 19.3      |                                       | 시마네현    | 고쓰시       | 고쓰시       |
| 이와미카와고에 | 石見川越  | 3.0       | 22.3      |                                       | 시마네현    | 고쓰시       | 고쓰시       |
| 시카가         | 鹿賀      | 3.5       | 25.8      |                                       | 시마네현    | 고쓰시       | 고쓰시       |
| 인바라         | 因原      | 3.1       | 28.9      |                                       | 시마네현    | 오치 군      | 가와모토정   |
| 이와미카와모토 | 石見川本  | 3.7       | 32.6      |                                       | 시마네현    | 오치 군      | 가와모토정   |
| 기로하라       | 木路原    | 2.0       | 34.6      |                                       | 시마네현    | 오치 군      | 가와모토정   |
| 다케           | 竹        | 3.0       | 37.6      |                                       | 시마네현    | 오치 군      | 미사토 정    |
| 온바라         | 乙原      | 2.2       | 39.8      |                                       | 시마네현    | 오치 군      | 미사토 정    |
| 이와미야나제   | 石見簗瀬  | 2.9       | 42.7      |                                       | 시마네현    | 오치 군      | 미사토 정    |
| 아카쓰카       | 明塚      | 2.3       | 45.0      |                                       | 시마네현    | 오치 군      | 미사토 정    |
| 가스부치       | 粕淵      | 3.1       | 48.1      |                                       | 시마네현    | 오치 군      | 미사토 정    |
| 하마하라       | 浜原      | 2.0       | 50.1      |                                       | 시마네현    | 오치 군      | 미사토 정    |
| 사와다니       | 沢谷      | 3.7       | 53.8      |                                       | 시마네현    | 오치 군      | 미사토 정    |
| 우시오         | 潮        | 5.8       | 59.6      |                                       | 시마네현    | 오치 군      | 미사토 정    |
| 이와미마쓰바라 | 石見松原  | 3.2       | 62.8      |                                       | 시마네현    | 오치 군      | 미사토 정    |
| 이와미쓰가     | 石見都賀  | 5.6       | 68.4      |                                       | 시마네현    | 오치 군      | 미사토 정    |
| 우즈이         | 宇都井    | 6.4       | 74.8      |                                       | 시마네현    | 오치 군      | 오난정       |
| 이카와시       | 伊賀和志  | 3.4       | 78.2      |                                       | 히로시마현  | 미요시시     | 미요시시     |
| 구치바         | 口羽      | 1.5       | 79.7      |                                       | 시마네 현   | 오치 군      | 오난 정      |
| 고비라         | 江平      | 3.6       | 83.2      |                                       | 시마네 현   | 오치 군      | 오난 정      |
| 사쿠기구치     | 作木口    | 1.7       | 84.9      |                                       | 시마네 현   | 오치 군      | 오난 정      |
| 고요도         | 香淀      | 4.8       | 89.7      |                                       | 히로시마 현 | 미요시 시    | 미요시 시    |
| 시키지키       | 式敷      | 3.5       | 93.3      |                                       | 히로시마 현 | 아키타카타시 | 아키타카타시 |
| 노부키         | 信木      | 1.8       | 95.1      |                                       | 히로시마 현 | 아키타카타시 | 아키타카타시 |
| 도코로기       | 所木      | 1.9       | 97.0      |                                       | 히로시마 현 | 아키타카타시 | 아키타카타시 |
| 후나사         | 船佐      | 1.4       | 98.4      |                                       | 히로시마 현 | 아키타카타시 | 아키타카타시 |
| 나가타니       | 長谷      | 2.2       | 100.6     |                                       | 히로시마 현 | 미요시 시    | 미요시 시    |
| 아와야         | 粟屋      | 2.5       | 103.1     |                                       | 히로시마 현 | 미요시 시    | 미요시 시    |
| 오제키야마     | 尾関山    | 3.0       | 106.1     |                                       | 히로시마 현 | 미요시 시    | 미요시 시    |
| 미요시         | 三次      | 2.0       | 108.1     | 서일본 여객철도 게이비 선 · 후쿠엔 선 | 히로시마 현 | 미요시 시    | 미요시 시    |